# Klemm Kl 35
Il  Klemm Kl 35 era un monomotore monoplano da turismo ed addestramento ad ala bassa prodotto dall'azienda tedesca Leightflugzeugbau Klemm GmbH dalla metà degli anni trenta.
Destinato al mercato dell'aviazione generale, venne utilizzato, oltre che da utenti civili, da diverse aeronautiche militari nelle proprie scuole di volo, principalmente dalla Luftwaffe durante il periodo prebellico.

## Versioni

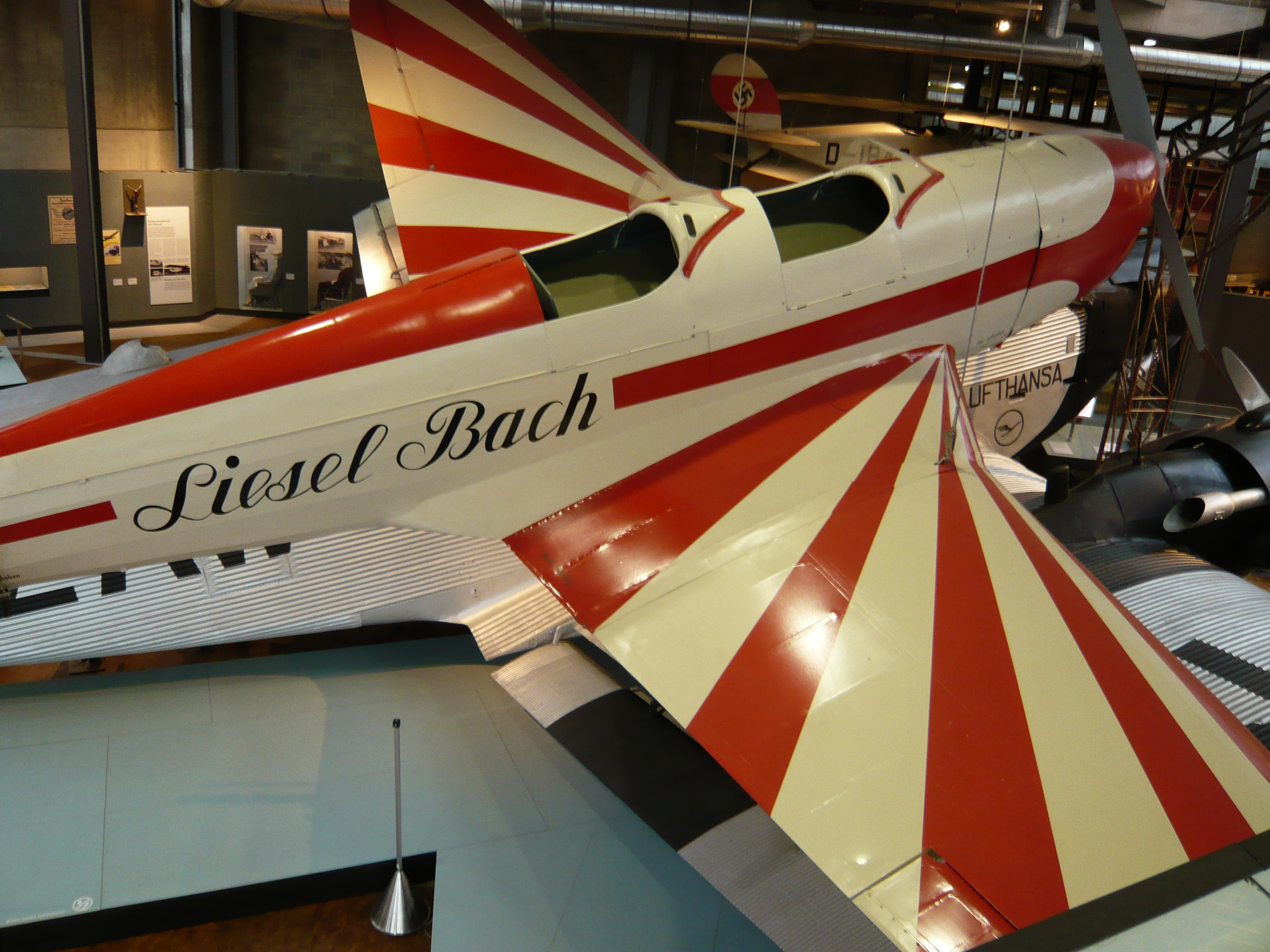
Il Klemm Kl 35 che pilotò Liesel Bach.

A parte il prototipo Kl 35 V1, il modello venne prodotto in quattro versioni:
Kl 35 A
prima versione prodotta, equipaggiata con il motore Hirth HM 60R
Kl 35 B

Kl 35 C
versione prodotta in un unico esemplare.
Kl 35 D
versione equipaggiata con motore Hirth HM 504

## Utilizzatori

### Militari
Germania
- Luftwaffe

 Lituania
- Karinės Oro Pajėgos

 Romania
- Forțele Aeriene Regale ale României

 Slovacchia
- Slovenské vzdušné zbrane
- Slovenské povstalecké letectvo

 Svezia
- Svenska Flygvapnet

 Ungheria
- Magyar Királyi Honvéd Légierő

### Piloti
La pilota più nota ad utilizzare il velivolo fu Liesel Bach, la prima donna a sorvolare l'Everest nel 1951. Un esemplare col suo nome è conservato nel Deutsches Technikmuseum Berlin.